# 確証バイアス
確証バイアス（かくしょうバイアス、英: confirmation bias）とは、認知心理学や社会心理学における用語で、仮説や信念を検証する際にそれを支持する情報ばかりを集め、反証する情報を無視または集めようとしない傾向のこと。認知バイアスの一種。また、その結果として稀な事象の起こる確率を過大評価しがちであることも知られている。追認バイアスともいう。

## ウェイソン選択課題

図のような4枚のカードは、片面には白地に数字が書かれ、もう片面は何色かで塗られている。「片面に偶数が書かれた全てのカードは、もう片面が赤色である」という仮説を実証または反証するために、どのカードを裏返す必要が発生しうるか、と尋ねられたとする。
この解答としては「8と赤色のカード」あるいは「8のカード」が多い。しかしながら、両解答とも、8のカードの裏が赤色でなければ反証できるが、赤色であっても実証を完了しない。また、前者の解答では、赤色のカードを裏返すのが余計である。
与えられた仮説は「全てのカードは、片面に偶数が書かれていないか、もう片面が赤色である」「片面に偶数が書かれていてかつ、もう片面が赤色でないカードは、存在しない」と同義である。
同説を反証するには、「片面は偶数でかつ、もう片面は赤色でない」カードを探し出すことが必要十分である。一方で、同説を実証するには、「片面は偶数でかつ、もう片面は赤色でない」可能性を予期すべき全てのカード、すなわち偶数のカードと赤色以外の色のカードを全て裏返し、どれも該当しないことを確認することが必要十分である。したがって、8と青色のカードを裏返すのが正解である。
赤色のカードを裏返して確認することは、一見、仮説を支持するように思えよう。しかしながら、このカードは出題時点で既に「仮説に反しないカード」と分かりきっているだけであり、仮説の実証にも反証にも寄与しない。
赤色のカードを裏返してしまうという論理的誤りは、確証バイアスと関係があるとは考えられなかった。しかし、ウェイソンは確証バイアスを用いて、「青色のカードをひっくり返して偶数かどうか確かめなかった」と仮説を反証するために情報を集めようとせず、不正解に答える人が多いという結果を説明した。
「ある命題を実証するためには、その命題の対偶についても確認しておく必要がある」ということを考慮しなければ、もし誰かが意図的に「人目に付く偶数が見えるカードの裏は絶対に赤色である」と仕向ければ、「偶数のカードの裏は赤色である」という仮説は成り立つかのように思い込まされてしまう。
ウェイソン選択課題が言いたいもう一つのことは、現実には「偶数 → ¬ 赤」と「¬ 赤 → 偶数」という反例を観察しても、人々の考え方、つまり「偶数 → 赤」という仮説に対する先入観は変わらないということである。

## 確証バイアスの例
グレゴール・ヨハン・メンデルが論文で報告した実験データの一部が、「メンデルの法則の理論値に合いすぎている」として、確証バイアスによってデータの作為的な選別が行われたと推測され批判された、という過去の事例があり、現在でも極めて著名である。しかし、その批判の一部にもまた問題があったことがわかっており、再検討の結果は2008年に公刊されている（詳細は「メンデルの法則#メンデルの実験データと理論の整合性について」を参照）。

## 実社会への影響

### ソーシャルメディア
ソーシャルメディアでは、フィルターバブル、または「アルゴリズム編集」を使用することで、自分が今まで見てきたウェブとは反対意見のウェブをみる機会が自動的に減っていくため、確証バイアスが増幅される。確証バイアスは、社会がフィルターバブルの影響から逃れられない理由だと主張される。なぜなら、人は自分の価値観や信念に一致する情報を探そうとする生来の心理的な傾向を持つためである。この「アルゴリズム編集」は多様な視点や情報を取り除いており、フィルターバブルを無くさなければ有権者は十分な情報に基づいた政治的決定を下すことができないだろうと主張される。

### 金融
確証バイアスは、投資家を自信過剰にし、彼らの投資戦略が失敗するであろう証拠を無視させる 。大統領選挙を株式市場に模擬した実験では、参加者は確証バイアスに抵抗することでより多くの利益を得た。例えば、討論会の成績を解釈する際、参加者が支持する党派に関わらず中立に評価した方が利益を上げる傾向にあった。確証バイアスへの対抗手段として、投資家は「議論のため」反対意見の採用を試すことができる。また一つのテクニックとして、自分の投資が破綻することを想像し、次に なぜ失敗したのか最も説得力のある説明を考える方法がある。

### 医療およびメンタルヘルス
心理学者のレイモンド・ニッカーソンは、科学的医学の到来前に何世紀にもわたって用いられた効果のない医療処置に対する確証バイアスを非難する:192。医者は患者が病気から回復した場合、自然に回復したというような代わりの説明を探すよりも、治療が成功したためとみなした。
偏った情報を受入れることは、人が代替医療に引き付けられる要因である。代替医療の支持者は肯定的な事例証拠には心を揺り動かされるが、科学的証拠は極度に批判的に扱う。また、確証バイアスは患者からの圧力により医師に不要な医療行為を行わせる可能性もある。
認知療法は、1960年代初頭にアーロン・ベックによって開発され、一般的な手法となっている。ベックによると、偏った情報処理は抑うつの要因となっている。
その手法は、否定的な考えを選択的に強化するのではなく、証拠を公平に扱うよう教えるものである。恐怖症と病気不安症も、脅迫的な情報の確証バイアスをもつことが示されている。
確証バイアスを利用した医療ビジネスの例では、ANK免疫細胞療法などに代表される末期がん患者をターゲットとする免疫療法などの例がある。

### 政治と司法
ニッカーソンは、司法や政治的背景での推論は潜在意識的に偏っていることがあると主張する。裁判官、陪審員、または政府が既に一方へ肩入れしているという結論を支持している:191–193 。陪審裁判での証拠は複雑になる可能性があり、また陪審員は多くの場合早い段階で判決に関する決定に達することが多い。そのため、彼らが途中から偏向した態度で裁判に臨むことが考えられる。
陪審員が より多くの証拠を見るにつれて、彼らの見解においてより極端になるという予測は模擬裁判の実験において裏付けられた。糾問主義や当事者主義の刑事司法制度は何れも確証バイアスの影響を受ける。
確証バイアスは、感情的な議論から戦争まで、対立を引き起こす要因となり得る。それぞれの当事者が自分の好みで証拠を解釈することによって、自分がより強い立場にあると過信することがある。一方、確証バイアスは、差し迫ったまたは初期の対立の兆候を、無視または誤解させる可能性がある。例えば、心理学者スチュアート・サザーランドとトマス・キーダは、1941年当時のアメリカ海軍提督ハズバンド・キンメルが日本軍による真珠湾攻撃の兆候を軽視した際に確証バイアスがあったと主張した。
フィリップ・E・テットロックによる政治的専門家の20年にわたる研究は、全体的に彼らの予測は偶然当たるよりも勝っていないことを発見した。テットロックは専門家を複数の仮説を維持する「キツネ」と、より独断的な「ハリネズミ」に分けた。一般的に、ハリネズミの方が正確ではなかった。テットロックは、彼らの失敗が確証バイアスにあるためと非難した。特に専門家が彼らの持つ既存の理論に対し、新しい情報が矛盾する場合にそれを利用できないためとした。

### 科学
科学的思考の特徴は、証拠の確認と同じくらい偽証について調査することである。しかしながら、科学の歴史の中で何度も、科学者たちは好ましくないデータを選択的に解釈するか無視することによって新しい発見に抵抗してきた:192–94。これまでの学術調査より、科学的研究の質の評価は確証バイアスに対し特に弱いとみられる。科学者たちは事前の考えと一致しない発見の研究よりも、事前の考えと一致する研究を評価することが何度か見受けられた。
研究課題や実験計画が適切でありデータが明確かつ包括的に記述されている場合、発見された結果は科学界にとって重要である。本来ならば、その結果が 現在の理論的予測に一致するかに関わらず偏見的に見られるべきではない。
科学的研究の背景によっては、不適切または矛盾する証拠に直面しても、確証バイアスにより理論や研究プログラムを維持してしまう可能性がある。超心理学の分野は特に影響を受けてきた。
実験者の確証バイアスは、どのデータが報告されるかにより影響を及ぼす可能性がある。実験者の期待と矛盾するデータは、信頼できないものとしてより容易に捨てられるかもしれず、いわゆる引出し効果（お蔵入り効果）を生む。
この傾向に対抗するため、科学的な教育はバイアスを防ぐ方法を教えている。例えば、（システマティック・レビューと相まった）ランダム化比較試験の実験計画法はバイアスを最小限に抑えることを目的としている。査読（ピアレビュー）の社会的プロセスは、そのプロセス自体がバイアスの影響を受けやすい場合でも、個々の科学者のバイアスの影響を軽減すると考えられている。確証バイアスは客観的な評価を行う際、持論と不適合な研究結果に対し特に有害になる可能性がある。バイアスの影響下にある個人は、持論とは反対の証拠を原則的に弱いと考え、自分の信念を修正することにほとんど真剣な考えをいだかない。
科学的なイノベイターはしばしば科学界からの抵抗にあい、物議を醸す結果を提示する研究はしばしば厳しい査読を受ける。

### 社会心理学
社会心理学者は、人々が自分自身についての情報を外界に求めたり解釈したりする方法に二つの傾向を確認した。自己証明効果により、人は、様々ある他者からの評価の中で、自己評価と一致するものだけに注目する傾向がある。また、自己高揚動機により、人は、様々ある他者からの評価の中で、自分について肯定的なものだけに注目する傾向がある。実験では、人々は自分自身のイメージと一致しない評価が与えられた際、一致する場合よりも、関心を向けることや記憶することが少なかった。彼らは 自分自身のイメージと一致しない評価を信頼できないと解釈することで その影響を軽減した。類似の実験では、否定的な評価よりも肯定的な評価が好まれた。また、否定的な評価をする人々よりも、肯定的な評価をする人々の方が好まれた。

### 超常現象への信念
リスナーがサイキックリーディングに引き付けられる要因の一つとして、リスナーが彼ら自身の人生に合う霊的な声明を受け取ることにある。このとき確証バイアスが使われている。霊能者は、各座席に向けて多数のあいまいな発言をすることによって、リスナーが自分で一致を見つける機会をより多く与える。これはコールド・リーディングのテクニックの一つである。これを使うと、霊能者はクライアントに関する事前の情報なしに主観的で印象的なリーディングをすることができる。サイコップメンバーのジェームズ・ランディは、霊能者のリーディングの記録と、霊能者が何を言ったかのクライアントの報告とを比較した。その結果、クライアントが「当たり」について強く選択的に思い出したことを発見した。
ニッカーソンは、現実世界における確証バイアスの印象的な例として、数秘術的なピラミッド学、エジプトのピラミッドの割合で意味を見つけることの実践に言及している:190。たとえば、ギザの大ピラミッドのどこかの長さを結合または操作する多くの方法で、様々な長さの測定を行うことができる。それゆえ、これらの数字を選択的に見ている人々が、例えば地球の寸法と一見 印象的な一致を見つけることはほとんど避けられない:190。

### 求人と選定
求人時のバイアスは大きな問題となっている。
バイアスは全ての雇用の決定において影響を及ぼし、多様で包括的な組織作りを妨げる可能性がある。様々な無意識のバイアスが採用決定に影響を与える。確証バイアスは採用面接の段階で主だったものである。